# Droit de la gestion des cours d'eau en France

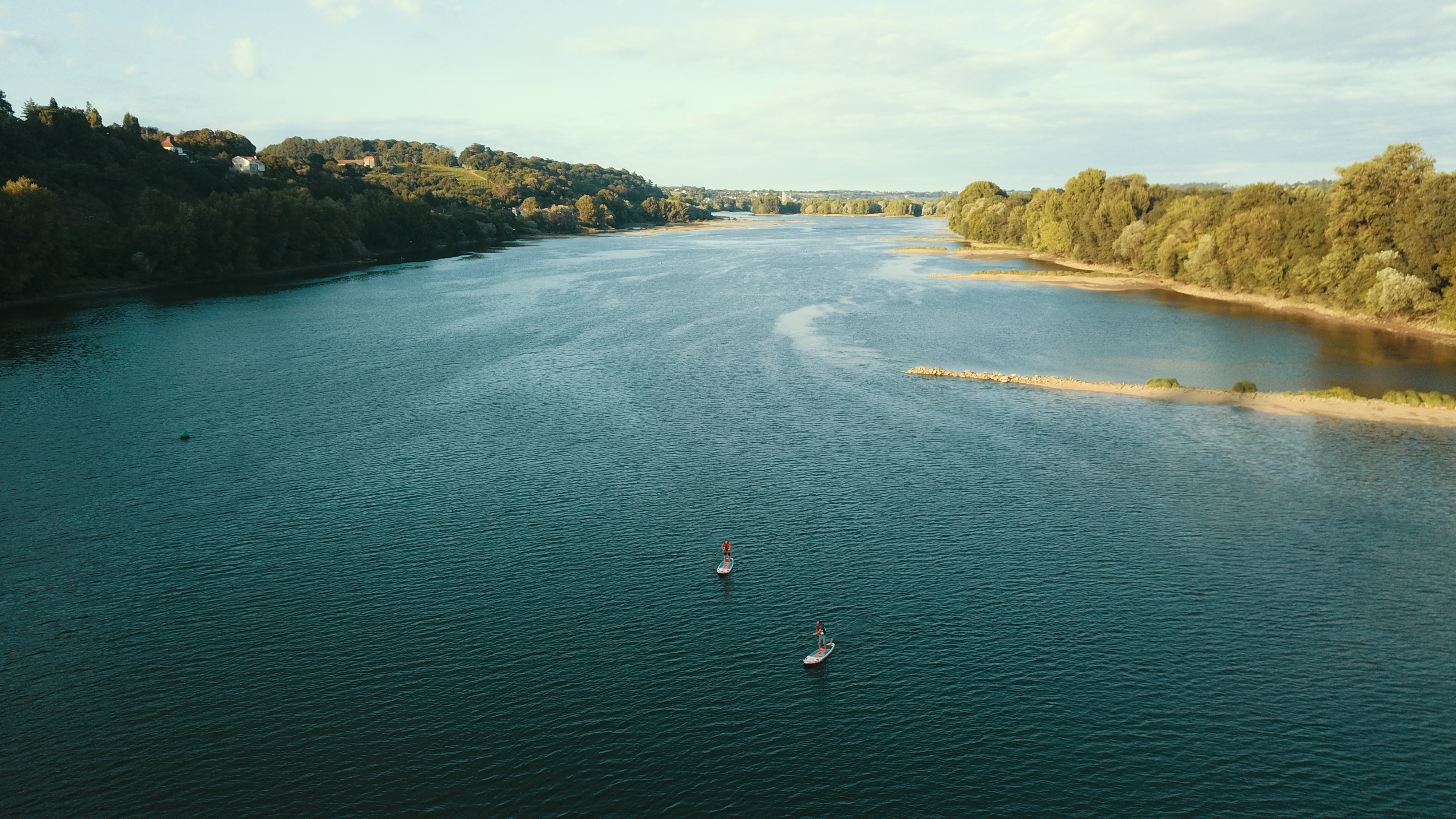
La Loire à environ 40 km de l'estuaire, Le Cellier, Loire Atlantique.

Le droit de la gestion des cours d'eau en France est depuis plusieurs siècles l'objet d'un rapport complexe entre action étatique (anciennement royale), réglementations locales et propriété privée. Les objectifs historiques sont le partage de la ressource en eau et des ressources halieutiques associées, la réduction du risque d'inondation (et de sécheresse dans les régions exposées), l'exploitation de l'énergie hydraulique (moteurs hydrauliques, moulins...), la régulation de la ressource de pêche, le transport fluvial, l'extraction de matériaux, sables et graviers.
Le droit et la réglementation qui s'appliquent aux cours d'eau comprennent des éléments hérités de l'Ancien Régime, et ont été plusieurs fois complétés et adaptés. La dernière loi sur l'eau date du 30 décembre 2006.
Plusieurs organismes font appliquer cette réglementation ou participent à la gestion des cours d'eau, de l'État (par l'action de différents ministères — notamment environnement et agriculture — ou via divers établissements publics) aux structures associatives.
Certains cours d'eau ont cependant été redéfinis pour ne pas avoir à les protéger de sources de pollution telles que les pesticides,.
Depuis 2016 la définition d'un cours d'eau est écrite dans le code de l'environnement.

## Propriété de l'eau et des cours d'eau
La propriété du terrain occupé par un cours d'eau est définie par la loi, au moins depuis 1898. Celle-ci définit deux catégories de rivières :
- celles qui sont navigables ou flottables (domaniales) ; elles appartiennent au domaine public, à l'État, et sont dans certaines conditions utilisables par le public ;
- celles qui ne sont ni navigables ni flottables, qui sont régies par le droit privé (code civil, code rural, code de l'environnement).

En 1964, la loi a abandonné le critère de navigabilité en ne retenant que la distinction administrative : « rivière domaniale » ou « non-domaniale », avec navigation, appontements, pompage, pêche ou baignade autorisée ou non, etc. Cette distinction détermine les droits et devoirs des propriétaires, locataires et usagers de l'eau.

### Cours d'eau domaniaux

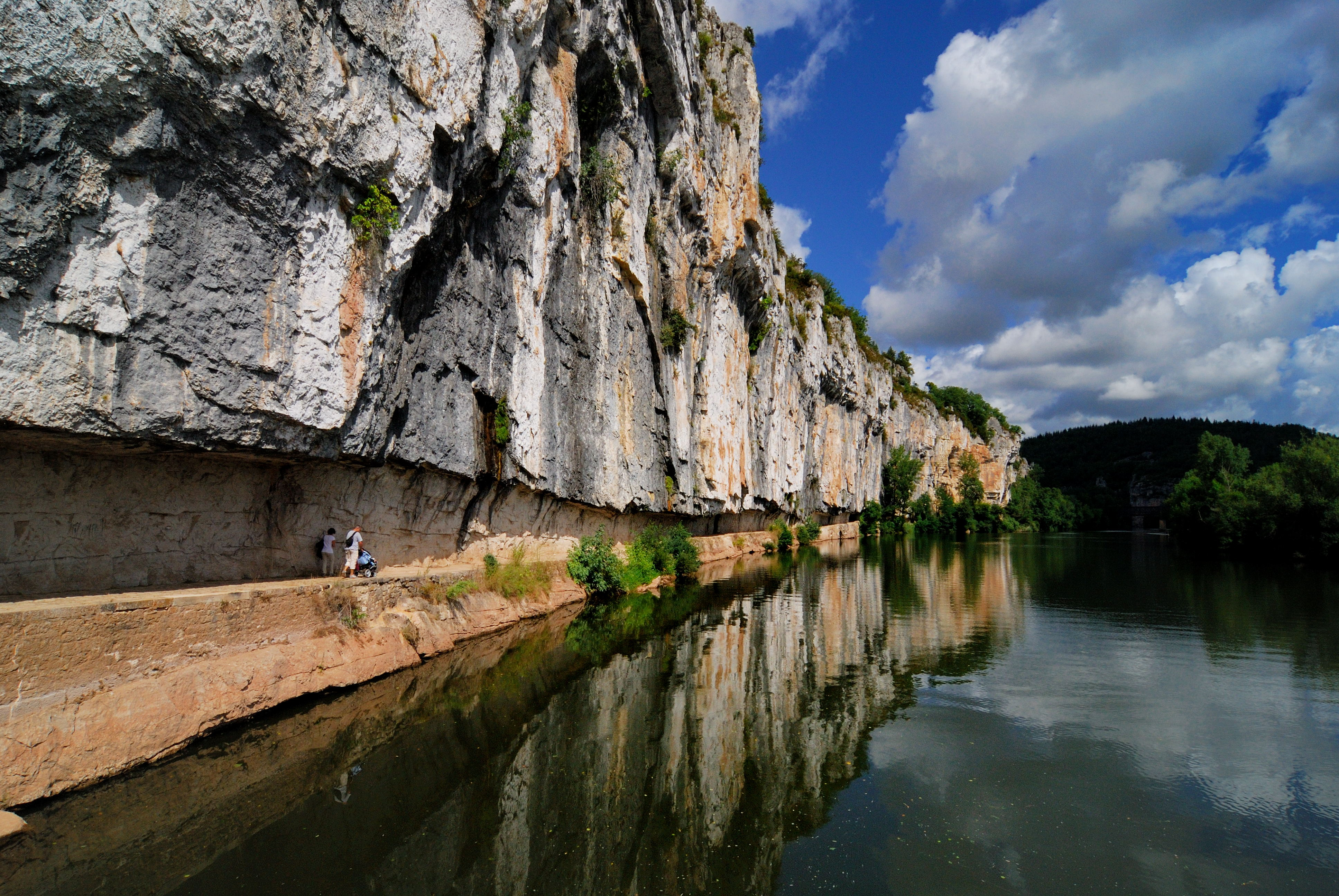
Chemin de halage taillé dans la roche (commune de Bouziès) sur le Lot.

Les cours d'eau domaniaux appartiennent à l'État. Les propriétaires riverains doivent supporter une servitude de halage et de marchepied de 7,80 m[réf. nécessaire]. La berge est habituellement ouverte au public (sous certaines réserves : véhicules non motorisés, etc.). Un propriétaire ne peut planter d'arbres à moins de 9,75 m de la berge côté chemin de halage (s'il existe), et à 3,25 m de l'autre côté. Un cours d'eau est déclaré domanial d'un certain point à son embouchure, incluant les bras, même non navigables ou flottables, de ce cours d'eau.
La berge et le lit appartiennent à l'État, comme le droit d'usage de l'eau. La gestion de certaines voies navigables du domaine public est confiée à l'établissement public Voies navigables de France (créé en 1991), qui peut obtenir des redevances des usagers qui naviguent sur son domaine. La navigation est libre, dans le respect des réglementations (vitesse limite, interdiction de certaines activités, passages interdits à certaines embarcations, etc.) avec priorité à la navigation commerciale. Un cours d'eau classé non-navigable ou non-flottable peut être maintenu dans le domaine public.

### Cours d'eau non domaniaux

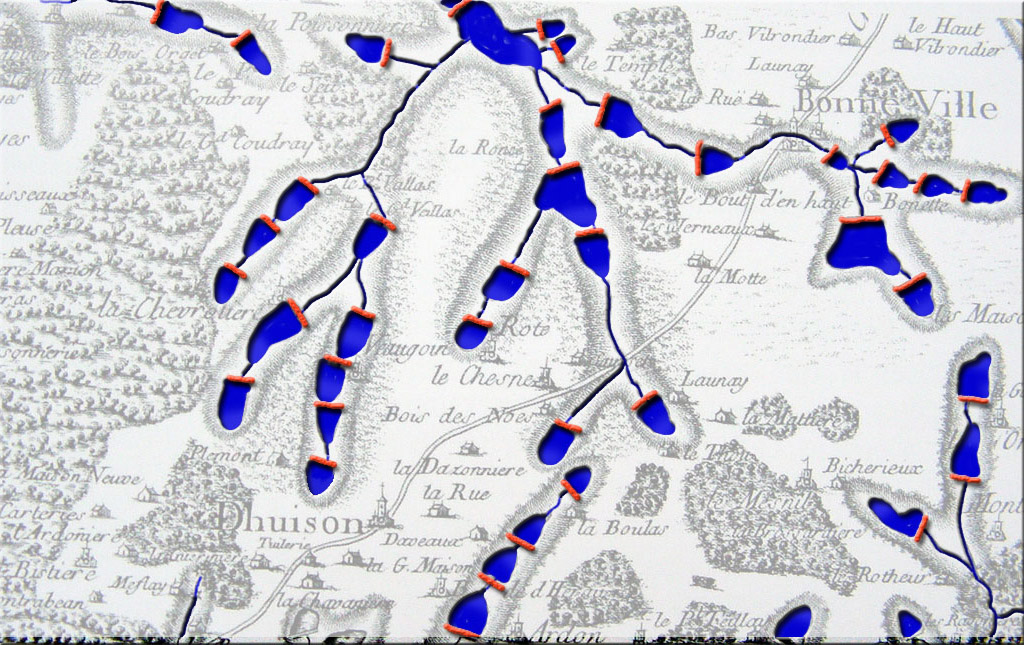
Chapelets d'étangs créés par des barrages sur petits cours d'eau, du Moyen Âge au XVIIIe siècle (France, d'après la carte de Cassini).

Les cours d'eau non domaniaux (rivières et ruisseaux) sont les cours d'eau non flottables et non navigables de l'ancienne réglementation. Ils sont régis par le droit privé. Seuls le fond et les berges appartiennent aux propriétaires qui peuvent en interdire l'accès à autrui, ainsi que la circulation (selon la jurisprudence). Le droit de propriété inhérent aux parcelles cadastrales sises sur la rive s'étend jusqu'à une ligne supposée tracée à l'axe du cours d'eau. L'eau fait toujours partie du domaine public, sauf droit antérieur acquis tels que les droits en titres. L'article L. 210-1 modifié par loi n° 2006-1772 du 30 décembre 2006 - art. 1 (JORF 31 décembre 2006) dispose : 
"L'eau fait partie du patrimoine commun de la nation. Sa protection, sa mise en valeur et le développement de la ressource utilisable, dans le respect des équilibres naturels, sont d'intérêt général. Dans le cadre des lois et règlements ainsi que des droits antérieurement établis, l'usage de l'eau appartient à tous et chaque personne physique, pour son alimentation et son hygiène, a le droit d'accéder à l'eau potable dans des conditions économiquement acceptables par tous."
Néanmoins, les propriétaires ne peuvent pas diminuer le débit de la rivière au-dessous d'un certain seuil. L'accès aux berges clôturées est interdit sans l'autorisation expresse des propriétaires.
L'entretien des cours d'eau non domaniaux et de leurs berges incombe entièrement aux propriétaires (notamment la conservation des conditions d'écoulement et l'élagage de la végétation).
Lorsque le propriétaire l'indique verbalement, par panneau ou clôture, il est interdit de prendre pied sur le fond ou sur les berges d'une propriété privée, sauf cas de force majeure (sauvetage). Le barrage/vannage privé est considéré comme propriété privée, mais les nouvelles installations doivent faire l'objet de dispositifs permettant de les traverser ou contourner (idem au moment des renouvellements d'autorisation). En cas de dérivation, le débit restant doit être suffisant pour assurer la conservation et la diversité du milieu aquatique.
Pour défendre des activités jugées d'intérêt général, répondre à la demande croissante d'usagers divers (agriculture, pêche, loisirs, sports nautiques, hydroélectricité, besoins industriels, etc.), la loi sur l'eau de janvier 1992 réaffirme le caractère commun de l'eau, et la libre circulation des engins nautiques non motorisés, mais encadrée par une réglementation qui peut être négociée, dans le cadre des SAGE et SDAGE notamment, dans certaines conditions.
Enfin, lorsqu'une collectivité décide d'assumer la réalisation d'un Plan de Gestion tel que prévu par l'article L. 215-15 du Code de l'environnement, les propriétaires riverains doivent supporter une servitude de passage destinée à la réalisation des interventions objet du plan. Pour que la collectivité puisse faire usage de cette servitude, elle doit mener une procédure de déclaration d'intérêt général, comprenant notamment une enquête publique, et qui se clôt par un arrêté préfectoral. Elle pourra mener les travaux prévus dans le projet objet de la déclaration, pendant la durée prévue par l'arrêté. La collectivité peut choisir de répercuter aux riverains une partie de la dépense.
Lorsque le cours d'eau est mobile (déplacement du lit par érosion latérale, rescindement de méandre), si les propriétaires ne le remettent pas dans son lit d'origine dans l'année qui suit, le droit de propriété suit la nouvelle ligne tracée par le cours d'eau.

## La gestion par bassin versant
Les problématiques de l'eau comme sa qualité, sa pollution, sa disponibilité en tant que ressource et l'état écologique des milieux aquatiques dépendent fortement en un lieu donné des activités humaines et des aménagements qui existent en amont ou sur l'ensemble d'un bassin versant. Ainsi des efforts fait au niveau d'une commune ou d'un département en matière de lutte contre les pollutions ou contre les inondations peuvent avoir peu d'effet sur ce territoire ou être beaucoup plus onéreux qu'une action réfléchie et mise en œuvre à l'échelle d'un bassin versant lorsque celui-ci est plus vaste que le territoire concerné. Cette constatation a conduit à la mise en place de réglementations et de structures qui ont vocation à intervenir en fonction des territoires géographiques que sont les bassins versants.
Ceux-ci sont pris en compte à plusieurs échelles : celle des six grands bassins hydrologiques de France, c'est-à-dire les bassins versants des cinq plus grands fleuves, auxquels sont attachés des fleuves côtiers de moindre importance, pour lesquels la loi du 16 décembre 1964 a notamment institué six agences de l'eau. Celles-ci sont des établissements publics :
- Agence de l'eau Adour-Garonne[11]
- Agence de l'eau Artois-Picardie[12]
- Agence de l'eau Loire-Bretagne[13]
- Agence de l'eau Rhin-Meuse[14]
- Agence de l'eau Rhône-Méditerranée-Corse[15]

- Agence de l'eau Seine-Normandie[16]

- Agence de l'eau Rhône-Méditerranée-Corse [17]

Elles mettent en œuvre, ou contribuent au financement des actions des dispositifs ou organismes suivants : 
- Schéma directeur d'aménagement et de gestion des eaux (SDAGE)
- District hydrographique (au sens de la directive-cadre sur l'eau, de l'Union européenne)
- Collectivités et établissements publics de coopération intercommunale, (syndicat de rivière, d'assainissement, d'adduction d'eau potable, etc.)
- Contrat de rivière, ou de baie
- Schéma d'aménagement et de gestion des eaux (SAGE), sous la direction d'une commission locale de l'eau (CLE)

Un établissement public territorial de bassin en France est un établissement public, permettant la collaboration de plusieurs collectivités sur le territoire du bassin versant d'un fleuve ou d'une grande rivière.

## Gestion piscicole

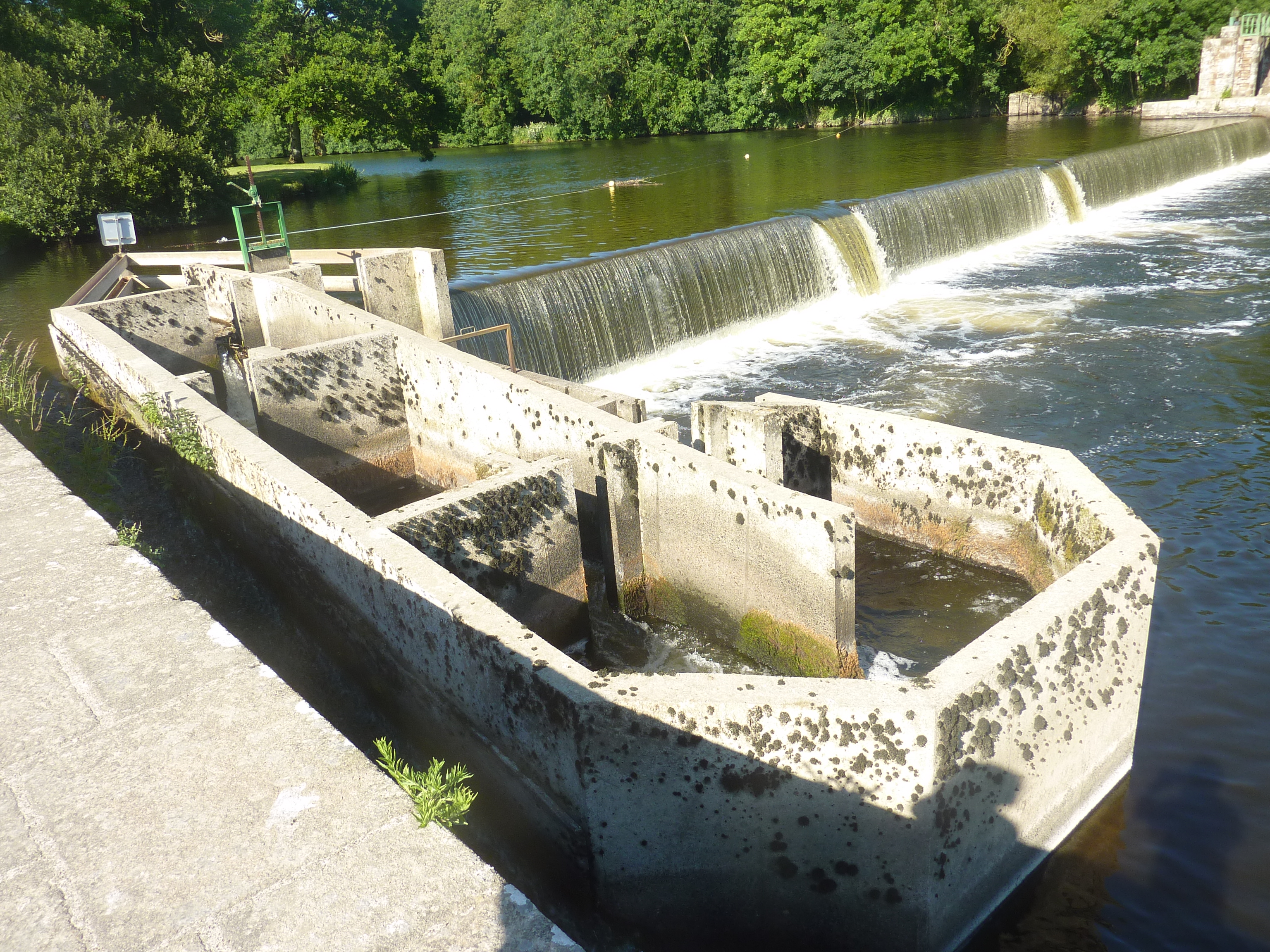
Passe à poissons de l'écluse de Pen-ar-pont (écluse n° 232 du canal de Nantes à Brest) à Châteaulin.

Le lâcher de poissons d'élevage est une pratique courante, pratiquée par des associations de pêche qui veulent réintroduire des espèces qui ont disparu en raison du mauvais état des milieux, renforcer des populations ou mieux satisfaire leurs pêcheurs. On tend aussi à encourager la restauration de frayères et de lieux de vie pour les poissons afin de bénéficier d'une reproduction plus naturelle et de limiter la pollution génétique ou les risques d'introduction de parasites ou maladies.
La protection ou restauration du milieu comprend aussi la franchissabilité des ouvrages artificiels en travers du lit d'une rivière, de façon à permettre la remontée naturelle des poissons. Cela peut passer par l'établissement de passes à poissons.
Les rivières peuvent être classées au regard de la qualité de leur eau ou de leur faune piscicole en tant que rivières de 1re ou 2e catégorie. Ce classement permet de distinguer les cours d'eau « qui sont principalement peuplés de truites ainsi que ceux où il paraît désirable d'assurer une protection spéciale des poissons de cette espèce » des autres cours d'eau ou tronçons de cours d'eau. La liste des cours d'eau de première ou seconde catégorie apparaît dans le décret no 58-873 du 16 septembre 1958 modifié déterminant le classement des cours d'eau en deux catégories. Les préfets ont par la suite la capacité de modifier le classement de tronçons de cours d'eau de leur département, après avis notamment de l'Office national de l'eau et des milieux aquatiques et de la fédération départementale des associations agréées de pêche et de pisciculture. Ce classement a des implications principalement pour la réglementation de la pêche et la gestion piscicole des cours d'eau.

## Règlement d'eau
Il régit les modalités d'exploitation des installations hydrauliques (dont les barrages).
Approuvé depuis 1995 par arrêté préfectoral, il est précédé d'une enquête publique, il expose les règles de gestion des grands ouvrages (débits minimaux, débits réservés, lachûres...) et des ouvrages de soutien d'étiage, en situation normale ou de crise (inondation, sécheresse). Il doit faciliter le partage des responsabilités et des ressources pour les prélèvements et le débit minimal à conserver.

## Droit d'eau, moteurs hydrauliques et petite hydroélectricité

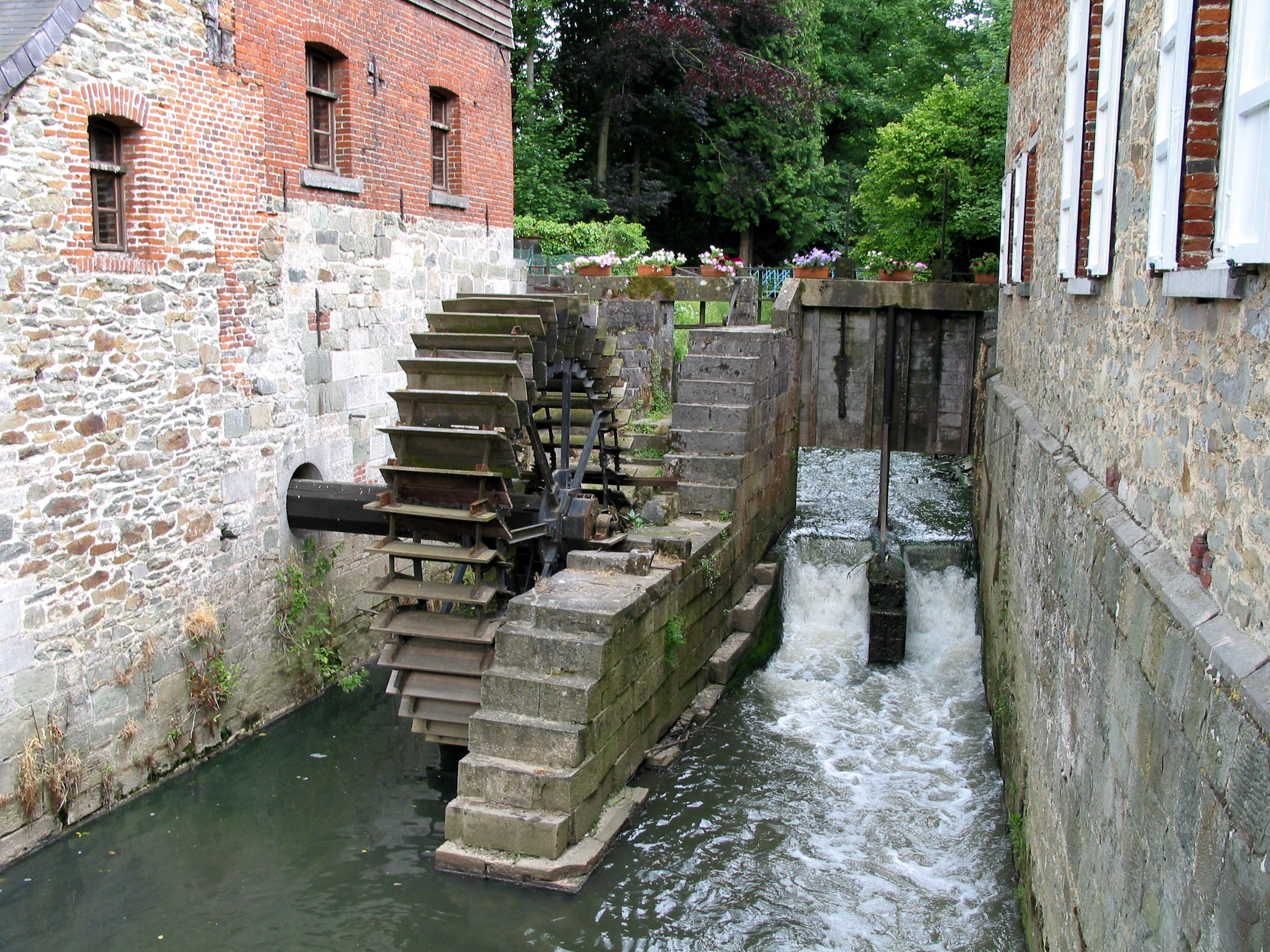
Moulin à eau de Braine-le-Château (XIIe siècle).

Les barrages anciens ont un « droit d'eau », qui peut se vendre avec le moulin ou l'usine, mais tout nouveau barrage doit faire l'objet d'une autorisation. Les usines hydroélectriques construites avant 1919, conformes à la réglementation à cette date et dont la puissance maximale ne dépasse pas 150 kW ne sont pas tenues jusqu'à présent d'assurer le franchissement des installations par les poissons migrateurs. Elles pourront néanmoins y être tenues, ainsi que d'assurer le transport solide en 2014.
L'article no 10 de la loi sur l'eau demande que les installations hydroélectriques ou de production de force s'adaptent aux autres usages dans un délai de trois ans, sauf pour les usines dites fondées en titre (existantes avant 1789 ou vendues comme biens nationaux lors de la Révolution française), si leur activité n'a pas subi d'interruption ou destruction/reconstruction, auxquels cas, les usiniers ou propriétaires des installations perdent leurs droits et doivent mettre leur ouvrage en conformité avec une possible circulation des poissons dans la rivière, le cas échéant avec des aides financières de l'Agence de l'eau.

## Pollution des eaux
Les berges et/ou leurs abords peuvent être protégés contre l'épandage des engrais, pesticides ou autres polluants ou contaminants, par exemple par des bandes enherbées formalisées en tant que mesures agro-environnementales dans le cadre de la politique agricole commune européenne. Certaines activités sont interdites à proximité des cours d'eau.
En France, depuis 2005 (avec report en 2006) la chasse à la grenaille de plomb est interdite pour les tirs faits en direction des rivières et autres zones humides, pour diminuer les cas de saturnisme chez les oiseaux qui ingèrent les billes de plomb toxiques perdues dans la nature.
Néanmoins la pollution des eaux de surface en France prend des formes nombreuses et n'épargne aucun bassin versant.